# Giovanni di Neumarkt
Giovanni di Neumarkt (Vysoké Mýto, 1310 circa – Modřice, 24 dicembre 1380) è stato un vescovo cattolico, umanista e politico boemo.

## Biografia
Giovanni di Neumarkt (in lingua ceca Jan ze Středy) nacque in una famiglia borghese. È menzionato per la prima volta nel 1340 come notaio del principe Bolko II di Münsterberg.
In seguito è scrivano nella cancelleria del re di Boemia e di Polonia Giovanni I. Dall'ottobre 1347 fu notaio dell'imperatore Carlo IV. Grazie alle sue capacità, fece una rapida carriera nel gabinetto imperiale di Carlo IV: fu cappellano di corte, segretario, nel 1351 divenne cancelliere della seconda moglie, la regina Anna. Per molti anni (dal 1357 al 1374) fu cancelliere dell'imperatore Carlo IV.
Nel 1353-1364 fu vescovo di Litomyšl e poi vescovo di Olomouc.
Dopo la morte, avvenuta nel 1376, del vescovo di Breslavia Przecław z Pogorzeli, l'imperatore Carlo IV e papa Gregorio XI proposero di eleggerlo in questa diocesi. Tuttavia, la giuria ha scelto Teodoro, che fu approvato dall'Antipapa Clemente VII. Nella rielezione nel 1380, divenne vescovo eletto, ma morì senza aspettare l'approvazione di papa Urbano VI.
Giovanni di Neumarkt fu uno statista, uno scrittore umanista e un appassionato di scienze. Dal 1350 mantenne contatti con umanisti italiani (Petrarca, Cola di Rienzo). Fu un ardente sostenitore dell'educazione agostiniana in Boemia. Possedeva una ricca biblioteca (Dante, Petrarca, ecc.). Nel suo lavoro letterario cercò di seguire lo stile latino (anche nei documenti ufficiali - Summa cancellarii) e contribuì alla creazione di molti nuovi manoscritti. Partecipò alla creazione del dizionario latino-ceco, che, su iniziativa e con la partecipazione di Carlo IV e dell'arcivescovo di Praga Ernesto di Pardubice. Fu autore di letteratura religiosa e teologica tradizionale, molte preghiere e lettere (in latino, tedesco e ceco).